# Vendémiaire (film)
Pour plus de détails, voir Fiche technique et Distribution.
Vendémiaire est un film muet français réalisé par Louis Feuillade en 1918 et sorti en 1919.
Le film se compose de quatre épisodes:
1. Prologue
2. La vigne
3. La cuve
4. Le vin nouveau

## Synopsis
Septembre 1918. La Première Guerre mondiale touche à sa fin mais personne ne le sait encore. Parmi les vendangeurs qui travaillent au domaine de Castelviel, dans le sud de la France, se trouvent plusieurs réfugiés venus du Nord, chassés de chez eux par la guerre. Ce sont le père Larcher et ses deux filles, Marthe et Marie. Il y a aussi Pierre Bertin, un soldat en permission de convalescence. Et deux prisonniers allemands évadés, Wilfried et Fritz, qui se font passer pour belges et qui menacent la tranquillité de cette famille déjà bien éprouvée…

## Fiche technique
- Réalisateur : Louis Feuillade
- Scénario : Louis Feuillade
- Chef opérateur : Maurice Champreux et Léon Klausse
- Montage : Maurice Champreux
- Société de production : Société des Établissements L. Gaumont
- Format : Muet - Noir et blanc - 1,33:1 - 35 mm
- Pays de production : France
- Genre : Film dramatique
- Durée : 149 minutes
- Date de sortie : 
  - France : 17 janvier 1919

## Distribution
- René Cresté : Pierre Bertin
- Édouard Mathé : le capitaine de Castelviel
- Louis Leubas : Wilfrid
- Mary Harald : Sara la bohémienne
- Georges Biscot : Bernadou
- Gaston Michel : le père Larcher
- Madame Lacroix : Madame de Castelviel
- Georgette Lugane : Marthe
- Fabiola : Marie
- Manuel Caméré : Fritz
- Jeanne Rollette
- Émile André
- Violette Jyl
- Olinda Mano
- André Séchan